# City College of San Francisco
Le City College of San Francisco ou CCSF est un établissement d'enseignement supérieur qui possède 11 campus répartis dans la ville de San Francisco, en Californie. Fondé en 1935, le principal campus est celui d'Ocean Avenue, dans le quartier d'Ingleside. Le City College of San Francisco est l'un des plus importants community colleges des États-Unis avec un effectif annuel de plus de 100 000 étudiants.